# Estación Lago Epecuén
Lago Epecuén es una estación ferroviaria ubicada en la localidad de Villa Epecuén, partido de Adolfo Alsina, Provincia de Buenos Aires, Argentina.

## Ubicación
La estación abandonada se encuentra a 12 km de la ciudad de Carhué, y a 1 km de las ruinas de Villa Epecuén.

## Historia
Perteneciente a la Línea Sarmiento, la línea férrea partía desde la Estación Once. La primitiva parada desde 1903 era del tipo media estación, es decir, no prestaba servicio de pasajeros, siendo utilizada principalmente para la carga de sulfato. El mineral era transportado por una pequeña vía, en vagonetas arrastradas por caballos desde la costa. En 1929 la empresa Ferrocarril Oeste de Buenos Aires diseña un proyecto para construir una estación de dos pisos, sin embargo recién en enero de 1972 es inaugurado el edificio para prestar un eficiente servicio. En 1985 el ferrocarril fue fundamental a la hora de la evacuación total del pueblo a causa de la inundación.

## Servicios
No presta servicios de pasajeros. Sus vías están concesionadas a la empresa de cargas FerroExpreso Pampeano S.A., sin embargo las vías se encuentran sin uso y en estado de abandono.